# Оршанка
Оршанка (на руски: Оршанка) е селище от градски тип в Русия, административен център на Оршански район, автономна република Марий Ел. Населението му към 1 януари 2018 година е 5992 души.